# Palazzo Malfatti
Il palazzo Malfatti è uno edificio complesso situato a Massa Marittima, nel terziere di Cittavecchia.

## Storia
Il palazzo Malfatti, risalente al XIII secolo, si trova di fronte al Palazzo Comunale. Venne fatto costruire da Nello dei Pannocchieschi per ospitare la sua seconda moglie, Margherita Aldobrandeschi; ebbero un figlio detto il Bindoccio che morì annegato nel 1300, per mano di sicari della famiglia Orsini, nel pozzo di vicolo Porte, sempre a Massa Marittima. La salma del Bindoccio si trova oggi nella chiesa di San Francesco. Dopo la cacciata dei senesi da Massa Marittima, anche Nello dei Pannocchieschi dovette lasciare la città e successivamente il palazzo venne occupato dai Malfatti, estrattori minerari come i precedenti proprietari. Oggi il palazzo porta ancora il nome della casata.
Il caratteristico loggiato, dello stesso secolo dell'edificio, fu demolito nel 1893 per motivi di sicurezza e ricostruito nel 1902 come fu nel medioevo. Gli interni delle logge sono pregevolmente affrescati, e degno di nota è sicuramente l'affresco della Madonna di pregevole fattura. Recentemente ristrutturato con grande cura al fine di rispettare lo stile medievale anche degli interni, il Palazzo Malfatti è stato aperto al pubblico. Al suo interno, infatti, risiede una residenza d'epoca che offre appartamenti per vacanze.
All'interno di Palazzo Malfatti, vi è un pregevole Tempio Massonico affrescato, sede storica di due Logge del Grande Oriente d'Italia; la Loggia "Vetulonia" del 1875 e la Loggia "Niccola Guerrazzi" del 1967.